# Mark Bridge
Pour les articles homonymes, voir Bridge (homonymie).
Mark Robert Bridge est un footballeur international australien né le 7 novembre 1985 à Sydney. Il évolue au poste d'attaquant.

## Biographie

### En club
Mark Bridge évolue en Australie, en Chine et en Thaïlande. Il inscrit 11 buts dans le championnat d'Australie lors de la saison 2012-2013, ce qui constitue sa meilleure performance.
Il remporte la Ligue des champions d'Asie en 2014 avec le club des Western Sydney Wanderers, en battant le club saoudien d'Al Hilal en finale.

### En équipe nationale
Il participe aux Jeux olympiques d'été de 2008 organisés en Chine. Il joue trois matchs lors du tournoi olympique, contre la Serbie, l'Argentine, et la Côte d'Ivoire.
Mark Bridge reçoit deux sélections en équipe d'Australie : la première, le 22 mars 2008 contre l'équipe de Singapour (score : 0-0 en amical), et la seconde, le 23 mai 2008 contre le Ghana (victoire 1-0 en amical).

## Palmarès
- Vainqueur de la Ligue des champions d'Asie en 2014 avec les Western Sydney Wanderers
- Champion d'Australie en 2008 avec les Newcastle Jets et en 2010 avec le Sydney FC